# 오장수

오장수(1954년 11월 30일 ~ )는 LG하우시스 대표이사 사장을 지낸 대한민국의 기업인이다. 2012년부터 5년간 LG하우시스 대표를 맡으면서 국내 건축자재시장 둔화에 대비해 미국 등 해외시장을 개척하는 한편 자동차신소재사업에 뛰어들어 성과를 내는 데 힘을 쏟았다.

## 학력
- 경주고등학교 졸업
- 서울대학교 경제학과 졸업
- 캐나다 맥길 대학교 대학원 경영학 석사
- 미국 하버드 대학교 경영대학원 최고경영자과정(AMP)

## 참고 자료
- 오장수 비즈니스포스트 인물검색